# Ківенлахті (станція метро)
60°09′20″ пн. ш. 24°38′10″ сх. д. / 60.155419° пн. ш. 24.635997° сх. д.
Ківенлахті (фін. Kivenlahti) або Стенсвік (швед. Stensvik) — кінцева з п'яти станцій Гельсінського метрополітену, що була відкрита 3 грудня 2022 року. 

Станція розташована у мікрорайоні Ківенлахті району Еспоонлахті в Еспоо.
Будівлі біля західного входу розташовані вздовж Ківенлахденті. 
Північний вхід вбудований до будівлі автовокзалу. 
Східний вхід розташовано в кінці пішохідного маршруту Seaway. 
Конструкція: односклепінна станція глибокого закладення з однією острівною платформою. Глибина закладення — 23 м

Пересадка на автобуси маршрутів:1 49, 164A, 165, 165N, 542, 543, 544.